# 潘蔚林
潘蔚林（英語：William Pun Wai Lam，1978年7月27日—），前香港新聞從業員。

## 簡歷
潘蔚林早年在大圍新翠邨長大，曾就讀於天主教郭得勝中學，在校時由中一至中七（1990年至1997年）都擔任班長。後畢業於香港中文大學環境科學系和新聞及傳播學碩士課程，曾任職星島日報及壹週刊，2004年1月轉職無綫新聞至2023年9月4日。曾為港聞組助理採訪主任另代任中國組首席記者，亦曾被派駐駐廣州和北京。潘蔚林以往經常往國內外採訪中國國家領導人外訪活動，以及國內突發性重點新聞。
潘蔚林於2008年12月開始兼任《午間新聞》主播。於2010年5月8日開始擔任《晚間新聞》主播，2012年5月26日開始兼任星期六、日《六點半新聞報道》主播。
2010年12月28日，潘蔚林與有線新聞主播劉紫鳳結婚，長子潘靖然在2014年3月29日出生。
2013年，潘蔚林獲晉升為中國組首席記者及後因許方輝全面退居幕後，所以由原來兼任星期六、日六點半新聞主播改為擔任逢星期一至五六點半新聞報道常任主播，接替原屬主播許方輝而全面取消擔任每日午間新聞及星期六、日六點半新聞報道及晚間新聞主播，同年起兼任星期六、日六點半新聞報道及晚間新聞主播由方東昇接任。
2014年1月6日開始，潘蔚林擔任《無綫7:30 一小時新聞》中「中國新聞」環節的主播。
2014年10月2日，潘蔚林開始旁述《英皇金融証券集團特約：新聞檔案》，但為暫代性質。
2016年10月，獲晉升為助理採訪主任。同月17日，首次擔任《香港早晨》主播，短暫接替被調離財經記者的林小珍，而拍檔則為羅鈺文。
2018年1月20日，潘蔚林開始主持無綫電視財經·資訊台新聞部外購節目中國通史（General History of China）。
2023年9月4日離開任職近廿載的無綫新聞，現於香港浸會大學新聞系專業應用副教授，同時也與方健儀拍檔主持香港電台節目《精靈一點》。

## 重點新聞
- 2006年與一眾國內外傳媒前往台灣親身採訪百萬人民倒扁運動。
- 2006年往泰國報道兵變消息，並借當地其中一家電視台內的直播室與香港觀眾報道該日狀況。
- 2008年1月於京珠高速公路武漢段報道該日因雪災造成的交通嚴重癱瘓最新狀況，及後南下赴湖南長沙、湘陰、湘潭、望城、郴州等地報道災情。
- 2008年3月與一眾香港傳媒採訪2008年西藏騷亂實況，及後他與一眾香港傳媒被當地公安撤走[來源請求]。
- 2008年4月19日抵達深圳報道當地居民抵制法資超市消息。
- 2008年5月13日和另一隊TVB採訪隊柳俊江在恶劣环境中徒步約兩天，直达震央，成为全球第一位进入震央映秀镇的國際媒体记者，直面灾情的画面报道，其拍的畫面遭大部分國際媒体使用，包括NHK、CNN、BCC、TVBS等。
- 2010年8月23日晚上前往菲律賓馬尼拉跟進香港旅行團在菲律賓被挾持事件情況。
- 2010年11月27日前往越南河內採訪國務院總理溫家寶出席東盟會議。
- 2012年12月29日，首次主持《2012兩岸大事回顧》，接替原屬的主持人吳璟儁。
- 2013年6月10日，主持神十升空特備節目。
- 2013年12月24日，再次主持《2013兩岸大事回顧》。
- 2014年12月27日，再次主持《2014兩岸大事回顧》。
- 2015年11月5日至8日前往新加坡採訪習馬會。
- 2015年12月25日，再次主持《2015兩岸大事回顧》。
- 2016年12月25日，再次主持《2016兩岸大事回顧》。
- 2017年12月31日，改為主持《2017香港大事回顧》，拍檔為藍可盈，接替原屬的主持人吳璟儁及陳嘉欣。
- 2018年10月31日至11月7日前往美國採訪2018年美國中期選舉消息。
- 2018年12月29日，首次擔任《2018兩岸大事回顧》的監製。
- 2018年12月30日，再次主持《2018香港大事回顧》，拍檔轉為黃珊。
- 2019年12月28日，改為主持《2019兩岸大事回顧》。
- 2020年12月30日及12月31日，再次主持《2020香港大事回顧》，拍檔再次為黃珊，接替原屬的主持人李卓謙及黃曉瑩。
- 2021年1月21日，主持《美國總統就職典禮》
- 2021年12月25日，再次擔任《2021兩岸大事回顧》的監製。
- 2022年1月1日，再次主持《2021香港大事回顧》，拍檔再次為黃珊。
- 2022年12月24日，再次擔任《2022兩岸大事回顧》的監製。
- 2022年12月31日，再次主持《2022香港大事回顧》，拍檔再次為黃珊。

## 相關事件
- 2007年11月3日，潘蔚林於烏茲別克採訪正在當地訪問的溫家寶總理，提問港股直通車為何宣佈後一直未落實，溫家寶回答了「四個考慮」，暗示港股直通車短期內難以開通。及後港股第一個交易日，恒生指數直插過千點，大市蒸發一萬億港元。
- 2009年7月19日（星期日）凌晨，潘蔚林於尖沙咀海傍報道颱風莫拉菲襲港消息，多次險被大風刮倒，身上的頭盔及鞋子亦被吹走，在直播期間身體被風吹至45度傾斜，網民戲稱形似已故巨星米高積遜，成為一時熱話。[5]
- 2010年，潘蔚林與方健儀於上海世博採訪，介紹上海美食時，誤將「外婆紅燒肉」讀成「紅燒外婆肉」，再成為網民熱話。[6][7]
- 2014年3月，潘蔚林報道一則新聞時，不慎將「港鐵」讀成「港大」。
- 2018年9月8日，潘蔚林報道嘉頓麵包製造廠火警時，不慎將「爐內壓力過大爆炸」讀成「爐內壓力大爆炸」。

## 外部連結
- 潘蔚林的新浪微博